# Valērijs Šabala
Valērijs Šabala (* 12. Oktober 1994 in Riga) ist ein lettischer Fußballspieler.

## Karriere

### Verein
Šabala wurde in der Jugend von FK Rīgas Futbola skola ausgebildet, als die Profimannschaft 2008 in die erste lettische Liga aufstieg, wurde er vom damaligen Trainer Vladimirs Beļajevs für die folgende Saison 2009 in den ersten Kader aufgenommen. Bereits mit 15 Jahren gab Šabala am 15. Oktober 2009 bei einer Einwechslung in der 46. Minute sein Debüt gegen den amtierenden Meister FK Ventspils (das Spiel ging mit 0:8 verloren). Zu einem weiteren kurzen Einsatz kam er drei Tage später gegen FC Tranzit. Nach dem Abstieg seiner Mannschaft wechselte er im Januar 2010 zu JFK Olimps, die neu in die erste lettische Liga aufgestiegen waren. Gegen Skonto Riga erzielte Šabala sein erstes Tor als Profi. Er war zu diesem Zeitpunkt 15 Jahre und 193 Tage alt, dies machte ihn zu dem Zeitpunkt zu dem jüngsten Torschützen in der Geschichte der ersten lettischen Liga sowie allen europäischen ersten Ligen, bis dieser Rekord am 10. Juni 2014 durch seinen Landsmann Jānis Grīnbergs gebrochen wurde. Während seiner gesamten Zeit bei JFK Olimps kam Šabala trotz seines damals noch verhältnismäßig jungen Alters zu 21 Einsätzen, in denen ihm sechs Tore gelangen.
Sein Talent blieb größeren Klubs nicht verborgen, so verpflichtete der lettische Rekordmeister Skonto Riga Šabala im Februar 2011. Im Laufe seiner ersten Saison kam er über den Status eines Einwechselspielers nicht hinaus und erzielte zwei Tore in 22 Partien, eines davon gegen seinen alten Verein JFK Olimps. Trotz dessen, dass er zu eher wenig Spielpraxis kam, wurde Šabala durch den Erhalt des Ilmārs-Liepiņš-Awards als „Junger Spieler des Jahres“ ausgezeichnet. Obwohl es Interesse von englischen bzw. italienischen namhaften Vereinen wie Arsenal London, FC Watford oder Udinese Calcio gab, kam es zu keinem Wechsel.
Seinen ersten Hattrick erzielte er mit gerade einmal 17 Jahren am 30. Juni 2012 in einem Ligaspiel gegen FK Metta. Seiner guten Leistungen wegen wurde Šabala am 10. Juli 2012 mit der Auszeichnung „Bester Spieler der lettischen ersten Liga“ ausgezeichnet. Zudem bekam er ein zweites Mal den Ilmārs Liepiņš-Award für den besten jungen Spieler. 2014 sicherte sich der belgische Vertreter FC Brügge seine Dienste. Der Verein verlieh ihn einige Male an bestenfalls mittelmäßige Vereine aus ganz Europa, beim FC Brügge hingegen kam Šabala zu keinem Pflichtspiel-Einsatz. Schließlich wechselte er im August 2017 fest zum polnischen Zweitligisten Podbeskidzie Bielsko-Biała, wo er regelmäßig zum Einsatz kam. Es folgten weitere Stationen bei Miedź Legnica, FK Sūduva, FC Viitorul Constanța, GKS Bełchatów und dem FK Liepāja. Am 1. März 2022 wechselte Šabala dann zum aktuellen färöischen Meister KÍ Klaksvík. Nach dem Gewinn der Meisterschaft wechselte er zum Ligakonkurrenten B36 Tórshavn. Zum Jahresbeginn 2024 zog er weiter, zum polnischen Drittligisten Chojniczanka Chojnice.

### Nationalmannschaft
Šabala durchlief diverse Jugendnationalmannschaften Lettlands und wurde 2013 das erste Mal für die A-Auswahl berufen, wo er am 24. Mai 2013 zu seinem Debüt gegen Katar kam. In seiner folgenden Partie traf er gleich zweimal bei einem Freundschaftsspiel gegen die Türkei, dies macht ihn zum jüngsten Torschützen für die lettische A-Nationalmannschaft aller Zeiten. Durch diesen Umstand konnte er seinen Bekanntheitsgrad auch außerhalb Lettlands ein wenig steigern. Im Zuge der Qualifikation zur EM 2016 traf Šabala erneut gegen die Türkei, in der 91. Minute gelang ihm das Tor zum 1:1-Ausgleich, damit sicherte er seiner Mannschaft einen Punkt. In den folgenden Jahren konnte er sich als feste Größe in der Nationalmannschaft etablieren. Bis 2019 absolvierte er insgesamt 52 Partien und erzielte dabei 13 Treffer.

## Erfolge
- Baltic League-Sieger: 2011
- Lettischer Pokalsieger: 2012
- Färöischer Meister: 2022